# Return of Hanuman
Pour plus de détails, voir Fiche technique et Distribution.
Return of Hanuman est un long métrage d'animation indien réalisé par Anurag Kashyap et sorti en Inde le 28 décembre 2007. Il s'agit d'une suite de Hanuman qui avait remporté un grand succès en 2005, mais il présente une intrigue indépendante. Comme le premier film, Return of Hanuman est un dessin animé en deux dimensions et a pour personnage principal Hanuman, le dieu singe de l'hindouisme.

## Synopsis
Il y a des milliers d'années, l'armée des démons, menée par Râhu-Ketu, a été vaincue in extremis par Vishnou et propulsée hors de la Terre dans l'espace, où le corps du gourou démon Shukracharya a pris la forme de la planète Shukra-Graha, c'est-à-dire Vénus. Shukracharya, avant de disparaître, a émis une prophétie terrible : l'humanité serait détruite par une créature née de ses propres péchés. 
L'intrigue principale commence en Inde au début du XXIe siècle. Le dieu singe Hanuman a envie de redevenir enfant et demande à Brahmā à être incarné en un enfant humain, ce qui lui est accordé. Hanuman se réveille sous la forme d'un bébé. Ses parents se rendent compte très vite de sa nature particulière et le nomment Maruti. Il sait marcher à un mois et parler à trois mois, est doté d'un appétit insatiable et de pouvoirs hors du commun. Lorsqu'il découvre l'école, Maruti/Hanuman se fait des amis et leur vient en aide contre des élèves brutaux qui en faisaient leurs souffre-douleurs. Les brutes se vengent en mettant au point un plan qui leur permet de le capturer. Peu à peu, la nouvelle incarnation de Hanuman met en jeu une réaction en chaîne qui va conduire à l'accomplissement de la sinistre prophétie de Shukracharya.

## Fiche technique
- Titre : Return of Hanuman
- Réalisation et scénario : Anurag Kashyap
- Musique originale : Tapas Relia
- Production : Percept Picture Company, Toonz Animation India
- Pays de production :  Inde
- Langue : hindi
- Format : couleur
- Date de sortie : 
  - Inde : 28 décembre 2007